# Декабрьская жара
Декабрьская жара (эст. Detsembrikuumus) — историческая приключенческая драма 2008 г. о неудавшейся попытке большевиков совершить государственный переворот в Эстонии 1 декабря 1924 года. Фильм поставил режиссёр Аско Касе, а главную роль сыграл Серго Варес.

## Сюжет
В декабре 1924 г. эстонские большевики, при поддержке Коминтерна (Григорий Зиновьев и Отто Куусинен) устраивают мятеж против молодой Эстонской республики. Героическое сопротивление эстонских военнослужащих становится преградой мятежникам, и им не удаётся захватить власть.

## В ролях
- Серго Варес — Танел Риук
- Лииси Койксон — Анна Риук
- Айн Лутсепп — Юлиус Саарепуу
- Пирет Калда — Марет Саарепуу
- Эмиль-Йоосеп Виркус — Йоосеп Саарепуу
- Тамбет Туйск — специалист
- Майт Мальмстен — адвокат Яан (прототип: Яан Анвельт)
- Тийт Сукк — владелец завода Индрек
- Райн Симмул — начальник разведки

Исторические фигуры
- Тыну Карк — генерал-майор Эрнест Пыддер
- Прийт Педаяс — генерал-майор Йохан Унт
- Кармен Микивер — Элис Кингисепп
- Илкка Койвула — Отто Куусинен
- Евгений Князев — Григорий Зиновьев

## Производство
Служащие Таллинского гарнизона были использованы в роли солдат в массовках.